# Ademnood (boek)
Ademnood (oorspronkelijke Engelse titel: Vector) is een boek geschreven door de Amerikaanse schrijver Robin Cook.

## Verhaal
Yuri Davydov is een Rus die in Amerika werkt als taxichauffeur. Ooit was hij nauw betrokken bij de ontwikkeling van biologische wapensystemen in de Sovjet-Unie. Dan belanden er verdachte gevallen op de autopsietafels van Jack Stapleton en Laurie Montgomery. Deze gaan op onderzoek uit en ontdekken dat er een nietsontziende moordenaar bij betrokken is.